# Friedrich Robert Emanuel Baensch

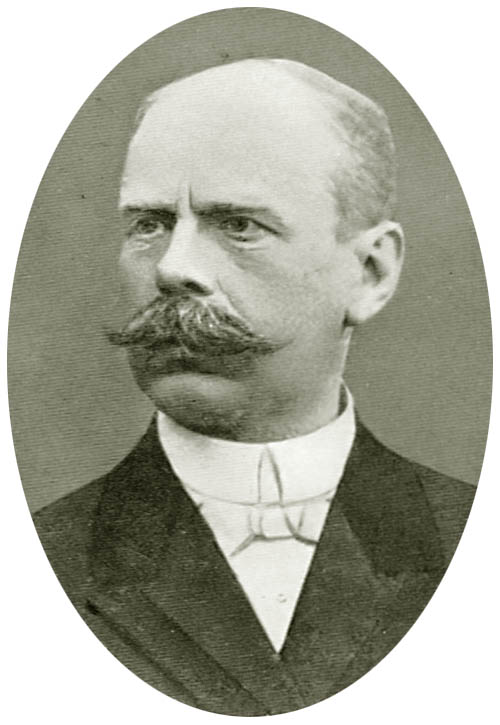
Friedrich Robert Emanuel Baensch

Friedrich Robert Emanuel Baensch (* 13. März 1857 in Magdeburg; † 11. September 1928 in Magdeburg) war Verleger, Druckereibetreiber und Kommerzienrat.

## Leben
Baensch wurde als Sohn des Magdeburger Druckereibesitzers Bernhard Eugen Robert Baensch (* 5. November 1829 in Magdeburg; † 21. Juni 1863 ebenda) und dessen Ehefrau Elisabeth Friederike Koch (* 26. Mai 1838 in Magdeburg; † 14. Oktober 1910 ebenda) geboren. Friedrich Robert Emanuel Baensch hatte noch elf Geschwister, unter anderem, den 1871 in den Adelsstand erhobenen Buchdrucker und Verleger Wilhelm von Baensch.
Friedrich Robert Emanuel Baensch heiratete am 4. September 1883 Therese Weichsel (* 28. Februar 1862 in Magdeburg). Das Paar hatte zwei Kinder:
- Robert Emanuel Baensch (* 16. August 1884 in Magdeburg; † 1. Oktober 1917 in Tourcoing)
- Ruth Baensch (* 8. Mai 1888 in Magdeburg; † 18. November 1945 in Sudenburg[1])

### Ausbildung
Im Jahr 1876 erwarb er das Abitur am Domgymnasium Magdeburg. Ein aufgenommenes Studium der Rechtswissenschaften in Bonn und Heidelberg gab er jedoch bald auf und lernte in den Jahren 1876 und 1877 das Buchdruckergewerbe in Hannover. Baensch unternahm diverse Auslandsreisen und erwarb gute Kenntnisse der Niederländischen, Französischen und Englischen Sprache.

### Unternehmen
Bereits im März 1878 übernahm Baensch, sein Vater war früh verstorben, die väterliche Druckerei. Hier nahm er umfangreiche Erweiterungen und Modernisierungen vor, die den Betrieb zu überregionaler Bedeutung führten. Baensch erweiterte die Druckerei um einen Verlag, der sich zunächst vor allem mit geschichtlichen und genealogischen Werken beschäftigte. Der zunächst im Magdeburger Haus Zum weißen Roß (Breiter Weg Nr. 19) ansässige Druckereibetrieb wurde 1878 durch eine Verlagsbuchhandlung, 1879 durch eine mechanisierte Buchbinderei und 1883 durch ein Plakatinstitut und eine Schriftgießerei ergänzt. An technischen Neuerungen führte Baensch 1882 den Druck von Autotypien und 1890 den Dreifarbdruck ein. Zu diesem Zeitpunkt beschäftigte das Unternehmen 180 Mitarbeiter. Es wurde 1888 eine Zuschusskasse für Kranken- und Sterbegeld, später auch eine Witwenkasse für die Mitarbeiter des Unternehmens gegründet. Das Firmengelände wurde um das Grundstück Bärstraße 8/9 erweitert. Eine erste Setzmaschine kam 1900 zum Einsatz. In diesem Zeitraum wurde auch Galvanoplastik und der Rotations- und Lichtdruck eingeführt. In Baenschs Verlag erschienen der Magdeburger Anzeiger sowie viele Amtsblätter und regelmäßige Publikationen. 1903 eröffnete Baensch ein Betriebserholungsheim im Solebad Salzelmen.
1910 wurde Baenschs Sohn Robert Emanuel Baensch Teilhaber der Firma. Er fiel jedoch, wie auch Baenschs Schwiegersohn, im Ersten Weltkrieg. Das Unternehmen wurde daher 1924 in eine Familien-Aktiengesellschaft umgewandelt.

### Gesellschaftliches Wirken
Baensch war sehr stark gesellschaftlich engagiert. Von 1894 bis 1919 war er Stadtverordneter in Magdeburg. Von 1907 bis 1919 wirkte er als Stadtverordnetenvorsteher. Ebenfalls von 1894 bis 1919 war er Abgeordneter des Provinziallandtags der preußischen Provinz Sachsen.
Er gehörte dem Deutschen Buchdruckerverein an und war auch Mitglied der Magdeburger Handelskammer und Vorstandsmitglied der Buchdrucker-Innung. Er gehörte zu den Mitbegründern der Lungenheilstätte in Lostau. Baensch war Vorsitzender des Provinzialvereins des Preußisch-sächsischen Roten Kreuzes und des Kuratoriums von Bethanien. Ein besonderes Engagement galt der Förderung der freiwilligen Sanitätskolonnen des Roten Kreuzes. Baensch setzte sich auch stark für die Kriegervereine der Region Magdeburg ein und hatte über viele Jahre den Vorsitz des Magdeburger Kreis-Krieger-Verbandes inne.

## Ehrungen
Baensch erhielt zahlreiche Auszeichnungen. Im Jahr 1905 wurde er zum Königlich-preußischen Kommerzienrat ernannt. Die Stadt Magdeburg hatte zeitweise ihm zu Ehren eine Straße als Baenschstraße benannt.